# Digitalis minor
Digitalis minor es una especie de Digitalis perteneciente a la familia Plantaginaceae.

## Descripción
Es una hierba perenne, moderadamente cespitosa, tomentosa, con indumento formado por pelos tectores y glandulíferos, por excepción glabrescente. Cepa leñosa, ramificada o no, con rosetas de hojas densas. Tallos 10-80 cm, angulosos, verdes o ligeramente purpúreos, con indumento denso formado por pelos tectores de 0,4-0,7 mm mezclados con otros glandulíferos subsésiles, por excepción raramente glabrescentes, poco foliosos, a menudo con las hojas casi todas en la base. Hojas inferiores con limbo de 3-10 × 1-4 cm, elípticas u ovales, no coriáceas, planas o a veces algo revolutas, obtusas, subenteras o crenuladas, atenuadas en un pecíolo de 8-40 mm, con indumento muy denso y ceniciento por el envés, formado por pelos tectores de 0,3-0,5 mm y pelos glandulíferos subséliles, raramente glabrescentes y tan solo con pelos glandulíferos subsésiles, de un verde grisáceo; hojas medias no decurrentes. Inflorescencia (1,5)5-25(53) cm, secundiflora, con (1)5- 20(36) flores, pauciflora o multiflora, en el eje con pelos tectores de 0,4-0,7 mm y pelos glandulíferos subsésiles de 0,3-0,4 mm; entrenudos 9-27 mm; brácteas 3-20 × 2-4 mm, lanceoladas, pelosas. Flores con pedicelo de 4-21 mm, ± recto, más corto, igual o más largo que la bráctea. Cáliz con sépalos desiguales, ± aplicados a la corola, pubescentes; sépalos laterales 8-16 × 2-4 mm, elípticos o lanceolados, agudos; sépalo dorsal más corto y estrecho que los restantes. Corola 28-35 mm, subbilabiada, campanulada, rosa o rosado-purpúrea, por excepción albina, pelosa por fuera; tubo 20-30 × 14-23 mm, 1-2 veces más largo que ancho, gradualmente atenuado hacia la base, por la cara interna con máculas de 1-1,5 mm, atropurpúreas, rodeadas por aureolas totalmente fusionadas en una gran mancha blanca, de ordinario ciliado en la boca; labio superior entero o bilobulado; labio inferior con lóbulos laterales muy desarrollados, auriculiformes, netamente hendidos y recortados en la boca, lóbulo central 6-13 mm. Ovario pubescente-glanduloso; estilo con indumento variable, a veces glabro. Cápsula 10-15 × 6-10 mm, ovoide o subesférica, netamente más corta que el cáliz, pubescente glandulosa. Semillas 0,5- 0,7 × 0,3-0,5 mm, subcilíndricas u obcónicas, de color castaño.

## Distribución y hábitat
Se encuentra en las fisuras de acantilados y roquedos marítimos, calcícola o más raramente en suelos silíceos; a una altitud de 0-1400 metros en las Islas Baleares (Mallorca, Menorca y Cabrera).  

## Taxonomía
Digitalis minor fue descrita por Carlos Linneo    y publicado en Mant. Pl. Altera: 567 (1771)
Etimología
Digitalis: nombre genérico del latín medieval digitalis = la "digital o dedalera" (Digitalis purpurea L., Scrophulariaceae). Según Ambrosini (1666), “se llama Digital porque las flores imitan la forma del dedal (a saber, de la cubierta de los dedos de las mujeres cuando cosen)”.
minor: epíteto latino que significa "menor, pequeña".
Sinonimia
- Digitalis dubia Barb.Rodr.
- Digitalis dubia var. gracilis Font Quer
- Digitalis dubia f. gracilis (Font Quer) K.Werner
- Digitalis dubia var. longipedunculata Font Quer ex Pau
- Digitalis dubia f. longipedunculata (Font Quer ex Pau) K.Werner
- Digitalis dubia var. rodriguezii Chodat
- Digitalis minor Bourg. ex Nyman
- Digitalis purpurea f. albiflora Marcos
- Digitalis purpurea subsp. dubia (J.J.Rodr.) Knoche
- Digitalis purpurea f. dubia (J.J.Rodr.) O.Bolòs & Vigo[5]